# Auguste Gouirand
Pour les articles homonymes, voir Gouirand.

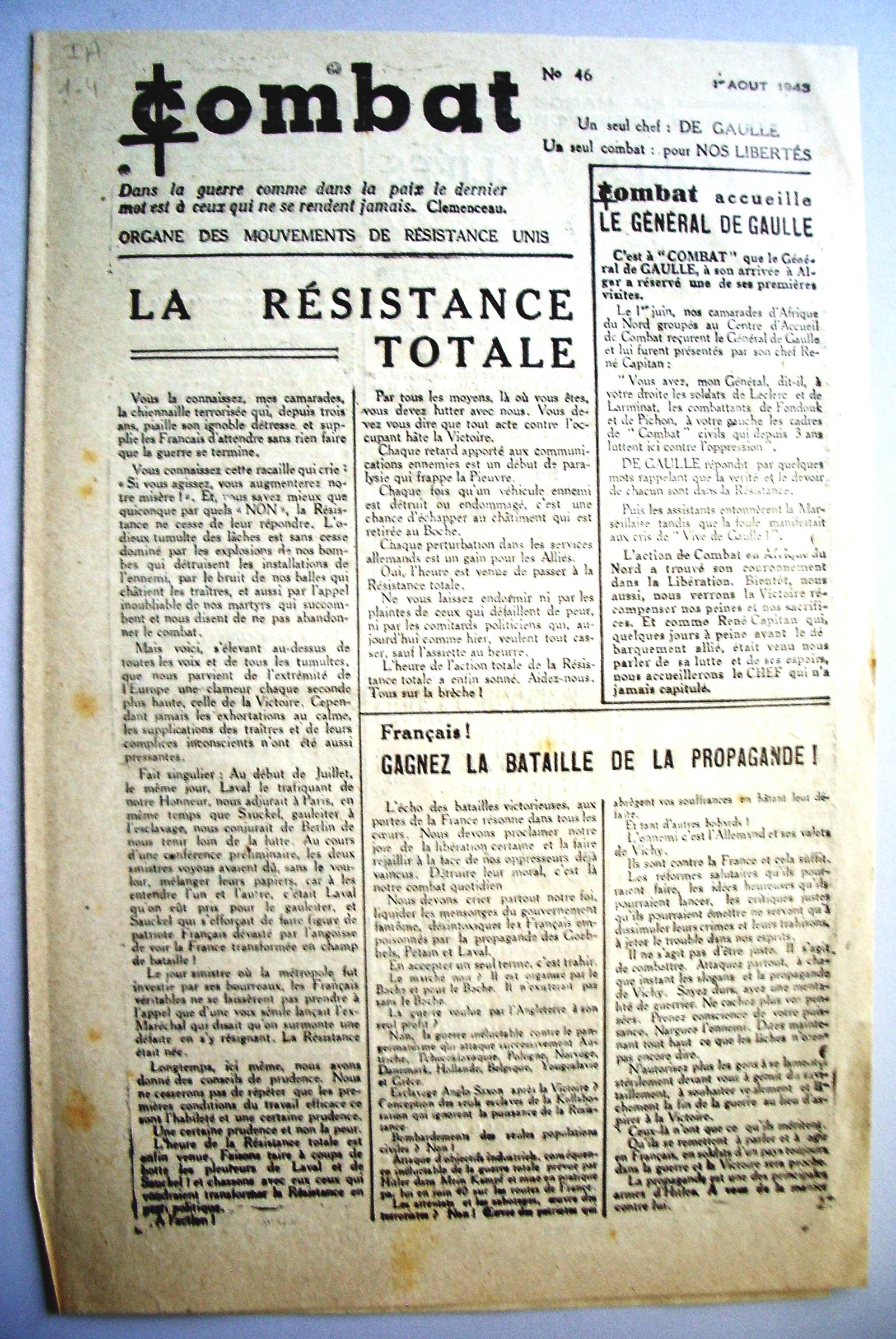
Exemplaire d'un journal clandestin niçois du 1 août 1943.

Auguste Gouirand, né le 17 juin 1902 à Nice 9, rue Saint-Philippe, et mort le 1er septembre 1944, est un épicier et un résistant français membre des FTPF-FFI. Il est le fils de Louis Gouirand, boucher, né à Périgueux (Dordogne) et de Dominique Ellena, couturière et originaire de Nice. Lorsqu'il naît, son père est âgé de 25 ans et sa mère de 19 ans. Ils ne sont pas mariés mais son père le reconnaît à sa naissance. Ses parents se marient finalement à Nice le 30 mai 1909. Ils reconnaissent du même coup et légitiment Auguste Gouirand.
Il se marie le 9 décembre 1922 à Reims (Marne) avec Joséphine Marie Cornero.
Revenu à Nice, il est domicilié 50 avenue Montplaisir. C'est un commerçant connu du quartier de Riquier où il tient un magasin de comestibles dans le chemin de Roquebillière.
L'insurrection de Nice est déclenchée le lundi 28 août 1944. Avec d'autres FFI, Auguste Gouirand prend le contrôle du passage à niveau (actuel carrefour du 28-Août) à l'aube. À partir de 8h30 et jusque 10h30, une fusillade éclate avec des troupes allemandes qui remontent le boulevard Gambetta pour reprendre le contrôle du passage à niveau. Auguste Gouirand et Lucien Chervin sont retranchés derrière le kiosque à journaux situé à quelques dizaines de mètres du passage à niveau. Ils sont tous les deux grièvement blessés d'une balle reçue en pleine tête. Ils sont évacués vers la clinique rue Mantéga. Auguste Gouirand y décède le 1er septembre 1944 vers seize heures.
Le journal Combat du 8 septembre 1944 rend hommage à Auguste GOUIRAND sous la rubrique,  « A nos Morts Glorieux », en ces termes : Ce lundi matin, au passage à niveau, il est un des premiers à être dans la rue. La bagarre commence à 7 heures. Il est là, derrière le kiosque à journaux en embuscade, il met en joue les hommes d’un convoi boche, la rafale part, il a fait mouche. Il recharge son arme… L’ennemi a déjà répliqué, et il reçoit une balle dans la tête qui lui traverse le cervelet et meurt sur le coup. Le journaliste termine en précisant que sa reconnaissance émue va à sa veuve et son fils, et qu’il pleure ce camarade, fier de ses idées, mort le jour de sa fête.
Son acte de décès est dressé le 2 septembre 1944 à l'état-civil de Nice sur la déclaration de son frère.
Le nom d'Auguste Gouirand se trouve gravé sur une plaque commémorative au début du boulevard de Cessole. Il se trouve également sur le monument commémoratif érigé en mémoire des résistants du 4e canton de Nice situé dans le jardin Alsace-Lorraine à Nice ainsi que sur le monument commémoratif de la Libération de Nice situé à l'angle du boulevard Joseph-Garnier et du carrefour du 28-Août.
Mort pour la France, suivant la lettre du 6 mars 1945, du Secrétariat Général aux Anciens Combattants.